# 王勋华
王勋华（约1957年—），广东汕头人，中国男子跨栏运动员。他曾在泰国曼谷进行的1978年亚洲运动会中获得男子110米栏项目金牌。